# Resolution (album Lamb of God)
Resolution – szósty album studyjny amerykańskiego zespołu muzycznego Lamb of God. Wydawnictwo ukazało się 24 stycznia 2012 roku. W Stanach Zjednoczoncyh płyta trafiła do sprzedaży nakładem wytwórni muzycznej Epic Records, natomiast na rynku międzynarodowym dzięki Roadrunner Records.
Nagrania zostały zarejestrowane pomiędzy lutym a majem 2011 roku w Spin Recording Studios w Nowym Jorku, Studio Barbarosa w Port Hayward oraz New England School of Communications w Bangor. Mastering odbył się w Sterling Sound w Nowym Jorku.
Album dotarł do 2. miejsca listy Billboard 200 w Stanach Zjednoczonych sprzedając się w nakładzie 52 tys. egzemplarzy w przeciągu tygodnia od dnia premiery.

## Lista utworów
Opracowano na podstawie materiału źródłowego.
| Edycja podstawowa 1. "Straight for the Sun" – 02:26 2. "Desolation" – 03:54 3. "Ghost Walking" – 04:30 4. "Guilty" – 03:24 5. "The Undertow" – 04:49 6. "The Number Six" – 05:21 7. "Barbarosa" – 01:35 (utwór instrumentalny) 8. "Invictus" – 04:12 9. "Cheated" – 02:35 10. "Insurrection" – 04:52 11. "Terminally Unique" – 04:24 12. "To the End" – 03:49 13. "Visitation" – 03:59 14. "King Me" – 06:36 |  | Bonus CD "Wrath Tour 2009-2010" 1. "The Passing" – 02:08 2. "In Your Words" – 05:20 3. "Set to Fail" – 04:33 4. "Walk with Me in Hell" – 05:17 5. "Hourglass" – 03:57 6. "Now You've Got Something to Die For" – 04:15 7. "Ruin" – 04:13 8. "As the Palaces Burn" – 03:05 9. "Blacken the Cursed Sun" – 05:25 10. "Laid to Rest" – 04:48 11. "Redneck" – 04:17 12. "Black Label" – 05:47 |

## Twórcy
Opracowano na podstawie materiału źródłowego
| Zespół Lamb of God w składzie - John Campbell – gitara basowa - Chris Adler – perkusja - Mark Morton – gitara - Willie Adler – gitara - Randy Blythe – śpiew |  | Dodatkowi muzycy - Amanda Munton – gościnnie śpiew (14) Inni - Bryan Crook – orkiestracja (14) - Paul Suarez – inżynieria dźwięku - Josh Wilbur – inżynieria dźwięku, produkcja muzyczna, miksowanie - Brian Gardner – mastering |

## Listy sprzedaży
| Lista                   | Kraj              | Pozycja |
| ----------------------- | ----------------- | ------- |
| Billboard 200           | Stany Zjednoczone | 2       |
| Suomen virallinen lista | Finlandia         | 5       |
| Media Control Charts    | Niemcy            | 37      |
| UK Albums Chart         | Wielka Brytania   | 19      |
| ARIA Charts             | Australia         | 3       |
| MegaCharts              | Holandia          | 36      |
| Sverigetopplistan       | Szwecja           | 21      |